# المورع (الشعر)

تعديل مصدري - تعديل

المورع هي إحدى قرى عزلة الوسط بمديرية الشعر التابعة لمحافظة إب، بلغ تعداد سكانها 171 نسمة حسب تعداد اليمن لعام 2004.